# 図解アリエナイ理科ノ教科書
『図解アリエナイ理科ノ教科書』（ずかいアリエナイりかノきょうかしょ、英語: The introduction to Mad-Science）とは、理科に関する書籍、およびそのシリーズ。
理科をマッドサイエンスで学ぶというコンセプトから、「文部科学省不認可教科書」の副題が付けられている他、「東大不合格率100%教科書」を謳う。

## 概要
三才ブックス「三才ムック B-GEEKS advanced edition Vol.1」として刊行された同名書籍と、続編となる書籍や関連書籍を含めたシリーズである。
著作に関しては、文・監修は薬理凶室（代表者：ヘルドクターくられ）の担当、漫画・イラストはシニ黒の担当に分担されている。害虫の飼育法、ドラッグの合成法、細菌の培養法や化学兵器・テスラコイル・レールガンの製造法などを通して科学のおもしろさと危険さを紹介している。
三才ブックスの月刊誌『ラジオライフ』の2008年6月号より、薬理凶室メンバーによる記事「薬理凶室のアリエナイ理科ノ実験室」が毎月連載されていた。この連載記事は2010年12月号で終了したが、次号からも薬理凶室メンバーによる新記事が連載されている。

## シリーズ一覧

### ア理科（系）
- 『図解 アリエナイ理科ノ教科書』（三才ムックVol.87）、2004年3月26日、ISBN 4-91554-077-4[1]
  - 『図解 アリエナイ理科ノ教科書（改訂版）』（三才ムックVol.87）、2006年9月、ISBN 4-91554-077-4[2]
- 『図解 アリエナイ理科ノ教科書IIB』（三才ムックVol.128）、2006年7月1日、ISBN 4-86199-031-9
- 『図解 アリエナイ理科ノ教科書IIIC』（三才ムックVol.245）、2009年6月18日、ISBN 978-4-86199-186-8
- 『図解 アリエナイ理科ノ工作』（三才ムックVol.166）、2007年8月24日、ISBN 4-86199-099-8
- 『図解 アリエナイ理科ノ実験室』（三才ムックVol.360）、2011年7月、ISBN 978-4-86199-325-1
- 『新版 アリエナイ理科 ―オトナのための最も刺激的な理科の教科書』（三才ムックVol.483）、2012年4月5日、ISBN 978-4-86199-458-6
- 『図解 エクストリーム工作ノ教科書』（三才ムックvol.629）、2013年7月23日、ISBN 978-4-86199-608-5
- 『図解 アリエナイ理科ノ実験室2』、2015年8月27日、ISBN 978-4861998102
- 『アリエナイ理科ノ大事典』、2018年2月25日、ISBN 978-4866730349
  - 『アリエナイ理科ノ大事典 改訂版』、2019年7月18日、ISBN 978-4866731421
- 『アリエナイ理科ノ大事典II』、2018年12月26日、ISBN 978-4866730936
- 『アリエナイ医学事典』、2020年4月3日、ISBN 978-4866731636
- 『アリエナイ工作事典』、2021年4月5日、ISBN 978-4866732497
- 『アリエナイ毒性学事典』、2022年6月4日、ISBN 978-4866733067
- 『アリエナイ医学事典改訂版』、2023年9月5日、ISBN 978-4-866733814

### その他
- 『デッドリーダイエット』（三才ブックス）、2005年9月、ISBN 4-86199-010-6
- 『悪魔が教える 願いが叶う毒と薬』 ISBN 978-4861998645

### DVDムック
- 『漢ノ実験工作室DVD』（メディアックスMOOK 373）、2012年4月、ISBN 978-4-86201-403-0

## 有害図書指定
"理科をマッドサイエンスで学ぶ"をコンセプトとしているため、過激な表現が多いという性質上、有害図書指定を受けやすい。これについて執筆者の一人であるくられは、確かに有害となる内容が含まれており指定されてしまうのも理解できるが、それならば他にも同等に有害な図書は多くあり、それらもちゃんと指定するなど有害図書指定の運用を適正に行って欲しいと述べている。
| 指定年月               | 県名     | 指定書籍                                      |
| ---------------------- | -------- | --------------------------------------------- |
| 2005年（平成17年）11月 | 三重県   | 教科書                                        |
| 2010年（平成22年）08月 | 静岡県   | 教科書、IIB、IIIC、工作                       |
| 2010年（平成22年）09月 | 香川県   | 教科書(改訂版)、IIIC、工作                    |
| 2011年（平成23年）11月 | 滋賀県   | 教科書(改訂版)、IIB、IIIC、工作、実験室       |
| 2012年（平成24年）06月 | 福岡県   | 教科書(改訂版)、IIB、IIIC、工作、実験室、新版 |
| 2012年（平成24年）06月 | 岡山県   | 新版                                          |
| 2012年（平成24年）08月 | 栃木県   | 新版                                          |
| 2012年（平成24年）09月 | 埼玉県   | 教科書(改訂版)、IIB、IIIC、工作、実験室、新版 |
| 2012年（平成24年）10月 | 岡山県   | IIIC                                          |
| 2012年（平成24年）11月 | 富山県   | 教科書(改訂版)、実験室                        |
| 2012年（平成24年）12月 | 茨城県   | 教科書(改訂版)、IIB、IIIC、工作、実験室、新版 |
| 2013年（平成25年）02月 | 神奈川県 | 教科書(改訂版)                                |
| 2013年（平成25年）03月 | 香川県   | IIB、新版、DVD                                |
| 2013年（平成25年）05月 | 宮城県   | 工作、実験室                                  |
| 2013年（平成25年）07月 | 宮城県   | 教科書(改訂版)、IIB                           |
| 2013年（平成25年）09月 | 宮城県   | IIIC、新版                                    |
| 2013年（平成25年）12月 | 茨城県   | DVD                                           |
| 2016年（平成28年）2月  | 北海道   | IIIC                                          |
| 2016年（平成28年）4月  | 北海道   | 改訂版、実験室、実験室2、DVD                  |
| 2018年（平成30年）2月  | 福岡県   | 大事典、大事典II                              |
| 2018年（平成30年）2月  | 岩手県   | 大事典II                                      |
| 2022年（令和4年）2月   | 鳥取県   | 工作事典、医学事典                            |